# Коваленко Георгій Іванович
Гео́ргій (за паспортом Ю́рій) Іва́нович Ковале́нко (нар. 1 квітня 1968, Конотоп) — український православний священнослужитель, блогер, громадський діяч, ректор Відкритого Православного Університету Святої Софії-Премудрості, фундатор і шеф-редактор інтернет-порталу «Православіє в Україні», колишній голова Синодального інформаційно-просвітницького відділу УПЦ МП, колишній прес-секретар Предстоятеля УПЦ митрополита Володимира (Сабодана), колишній фундатор і головний редактор офіційних сайтів УПЦ МП. З 7 січня 2019 року — священник ПЦУ.

## Життєпис
Народився в Конотопі в родині, що постраждала від сталінського окупаційного терору — у 1930-х роках його діда пограбувала комуністична влада як куркуля, викинувши з власної хати на мороз із дітьми. Порятувалися у випадкових людей на околицях Дубов'язівки.
1985 закінчив Конотопську середню школу № 1. 1986—1988 служив у прикордонних військах СРСР. У 1991 отримав українське громадянство.
1996 року з відзнакою закінчив філософський факультет КНУ ім. Шевченка. Духовну освіту отримав у Курській духовній семінарії у 1993-96 (Російська Федерація).
18 січня 1995 висвячений на диякона, а 19 січня 1995 — у пресвітера єпископом Конотопським і Глухівським Йонафаном (Єлецьких) (нині — митрополит Тульчинський і Брацлавський УПЦМП — РПЦвУ). Створив і редагував газету «Добротолюбіє» (Конотоп). Вказана газета мала відвертий проросійський шовіністичний характер, рекламувала Наталію Вітренко. Але згодом, після розриву з Йонафаном, його суспільні погляди зазнали суттєвої еволюції.
З жовтня 1995 року — клірик Сумської єпархії. Створив і редагував газету «Православна Сумщина», яка теж мала проросійський характер.
У 1997 році розпочав створення сайту УПЦ МП «Православіє в Україні» в мережі Інтернет. 11 березня 1998 року — день відкриття сайту «Православіє в Україні». 
З квітня 1999 року — клірик Херсонської єпархії УПЦ МП, секретар управління Херсонської єпархії, головний редактор газети «Православна Таврія».
З серпня 2001 року — клірик Київської єпархії. Брав участь у створенні прес-служби УПЦ МП.
З серпня 2008 прес-секретар предстоятеля УПЦ МП, ключар і голова парафіяльної ради Кафедрального собору на честь Воскресіння Христового.
Рішенням синоду УПЦ МП від 23 вересня 2008 року призначений головою Синодального відділу «Місія духовної просвіти» (журнал 69) (рішенням синоду від 9 липня 2009 року перейменована на Синодальний інформаційно-просвітницький відділ УПЦ МП (журнал № 33)).
26 січня 2012 року рішенням синоду УПЦ МП звільнений з посади ключаря та голови парафіяльної ради Свято-Воскресенського Кафедрального собору Києва.
1 квітня 2013 року митрополит Володимир нагородив Коваленка орденом святого благовірного князя Ярослава Мудрого.
Після смерті влітку 2014 року Предстоятеля УПЦ МП Володимира Сабодана впродовж півтора року Коваленко позбувся усіх відповідальних посад в Московському патріархаті.
16 вересня 2014 року Синод постановив утворити Синодальний просвітницький відділ Української Православної Церкви та включити його до складу Митрополичої Ради з питань культури. Головою Синодального просвітницького відділу Української Православної Церкви Синод вирішив призначити протоієрея Георгія Коваленка, звільнивши його з посади голови Синодального інформаційно-просвітницького відділу УПЦ.
Згідно з рішенням Священного Синоду від 29 січня 2016 року (Журнал № 1) Коваленко був звільнений з посади голови Синодального просвітницького відділу Української Православної Церкви, який було приєднано до Синодального інформаційно-просвітницького відділу Української Православної Церкви. Головою останнього був призначений владика Климент (Вечеря).
Указом Президента України № 336/2016 від 19 серпня 2016 року нагороджений ювілейною медаллю «25 років незалежності України».
4 березня 2016 року презентував новий просвітницький проект — Відкритий Православний Університет Святої Софії-Премудрості.
У 2017 році виступив у ролі ведучого телевізійної програми «Таємний код віри» на телеканалі «1+1».
У відділі релігієзнавства Інституту філософії імені Г.С. Сковороди Національної академії наук України 17 вересня 2021 року захистив дисертацію кандидата філософських наук на тему: "Концепція «відкритого православ’я»: функціональність та перспективи розвитку".  Керівником роботи став доктор філософських наук Саган Олександр Назарович.
Одружений, батько п'ятьох дітей.

## Літературно-публіцистична та журналістська діяльність
Регулярно, починаючи з 2002 року, друкувався у всеукраїнських церковних та світських виданнях. Написав ряд філософських та публіцистичних статей. Першими в його творчому доробку були статті: «Наши дети и современный мир глазами православных СМИ» (в кн.: Семья в постатеистическом обществе: / Сост. К. Сигов. — К.: Дух і літера, 2002. — С. 151—153) і «Катехизация и богословие на языке современных технологий» (в кн.: Образование и семья в постатеистических обществах. — К., 2003 — С. 208—213).
Першим інтернет-блогом Георгія Коваленка можна вважати публікації на порталі «Православіє в Україні» напередодні візиту Вселенського патріарха Варфоломія І в Україну у 2008 році «Візити Патріархів і Євангеліє».
У 2016 році у співавторстві з Володимиром Романенком у видавництві «Богуславкнига» вийшла книга «Катехизм українця XXI століття».
У 2016 році у видавництві «Книголав» вийшла книга Георгія Коваленка «Біблійні історії для дітей». У 2019 році кнугу було перевидано додатковим тиражем.
У 2017 році в серії «Бібліотека відкритого православія» Відкритого православного університету у видавництві «Дух і Літера» вийшли книги Георгія Коваленка «Великий піст та Страсний тиждень: одвічні сенси і сучасні форми» та у співавторстві з В'ячеславом Горшковим «Навіщо українцям два Різдва».
В тому ж році на запрошення авторів в якості одного з експертів взяв участь у проекті «Территория правды: родителям вход воспрещен», відповідаючи на анонімні запитання дітей і підлітків про релігію.
Отець Коваленко активно займався продюсуванням ряду православних документальних телефільмів, особисто займався пошуками спонсорів для власних медіапроектів. Найуспішнішими можна вважати документальні фільми «Пасха» (реж. Олена Каретник, 2011) і «Різдво» (реж. Олена Каретник, 2013).
У 2012 році критиці з боку Коваленка був підданий Анісімов Василь Семенович, очолена яким прес-служба буда звинувачена у нелегітимності. Журналіст А. Хлівний наступним чином описав цю полеміку: "Такої посади, так само як і такої структури, як прес-служба УПЦ МП, зараз немає. Про це мені заявив протоієрей Георгій Коваленко, який, згідно з рішеннями Собору УПЦ МП, починаючи з серпня 2008 року є головою Синодального інформаційно-просвітницького відділу, прес-секретарем Предстоятеля УПЦ МП. «Саме Синодальному інформаційно-просвітницькому відділу, згідно з рішеннями Священного Синоду та всіх документів, доручена вся інформаційна діяльність та координація. У моєму відділі такого працівника, як Василь Анісімов, немає», — сказав Коваленко (…) «Георгій Коваленко — колишній співробітник моєї прес-служби, який потім пішов, — додав Анісімов. — Вони створили прес-службу самого Блаженнішого, а він там прес-секретарем числиться (…) Владика Павло займався розслідуванням їх (Георгія Коваленка та архієпископа Олександра (Драбинка). — „НГР“) діяльності при будівництві кафедрального собору»"..
Саме за активною участю Коваленка було створено в УПЦ унікальний прецедент існування двох паралельних церковних пресових структур, що у 2008-2015 роках оспорювали повноваження одна одної[джерело?]. Зокрема, вже у 2008 році Коваленко включив до свого відділу людей, що працювали спочатку в прес-службі Анісімова: до нього перейшли працювати диякон Сергій Баршай (тепер свяшеник), миряни Юлія Комінко та Олександр Андрущенко. У 2009 році невизначеність статусу прес-служби Анісімова констатував сам секретар Предстоятеля УПЦ владика Олександр (Драбинко): «Статус структури, яку очолює Василь Семенович Анісімов, уточнюється».
2008 року прот. Коваленко засудив заяву Анісімова про те, що Церква помиляється, вважаючи Голодомор геноцидом, додавши, що Анісімов це сказав «як журналіст, а не як офіційна особа»..
Коваленко був активним учасником Революції Гідності, регулярно виступав на головних його заходах у 2013—2014 рр.
У лютому 2014 року Коваленко заявив, що до УПЦ МП позитивно ставляться як «Самооборона Майдану», так й «Правий сектор». Для радіо «Ехо Москви» Коваленко заявив: «И как раз „Самооборона Майдана“ обеспечила охрану Лавры. „Правый сектор“, о котором говорили в российских СМИ, он официально заявил, что не собирается ничего захватывать. И мы с разрешения их пресс-секретаря распространили информацию, что он вообще москвич, гражданин России и верующий Украинской Православной Церкви (…) Более того, мы благодарны православным лидерам оппозиции. Потому что когда возникла угроза провокаций вокруг Киево-Печерской лавры, и Петр Порошенко, он реальный прихожанин нашей Церкви, и Виталий Кличко, который прихожанин Лавры, тоже реальный, и „Самооборона Майдана“, и „Правый сектор“, они как раз обеспечили. Хотя в социальных сетях и даже со сцены Майдана звучали призывы идти на Лавру, но люди собрались, и порядок обеспечила как раз самооборона Майдана, которая дежурила вместе с верующими. И не было ни одной стычки».
26 жовтня 2014 року Коваленко написав до свого блогу наступну нотатку: «Московського Патріархату на Майдані не було. На Майдані була Українська Православна Церква. Бо саме УПЦ є Церквою народу України, а Московський Патріархат, на жаль, залишається Церквою Радянського Союзу (…) „Совок“ намагається відродитися не тільки на теренах Російської Федерації, „совкового“ багато і в нашій українській державі, і в нашій українській церкві».. За це був гостро розкритикований представниками РПЦ.
Також у 2015 році Коваленко заявив: «Поэтому мне кажется, что нынешний конфликт в стране и такие явления как „русская православная армия“ еще больше нас должны утвердить в желании не политизировать церковь. И если мы граждане Украины, и в нашем паспорте написано, что мы граждане Украины, то мы должны быть достойными гражданами, патриотами своей страны, мы должны защищать нашу целостность и независимость, и с точки зрения политической как граждане должны быть на страже интересов своей страны, а с точки зрения религиозной как верующие церкви, мы должны защищать свою церковь. Но не только в плане административном, а так, чтобы церковь была Церковью Христовой, кораблем спасения, тем местом, куда человек приходит пообщаться с Богом, где он услышит евангельскую истину, а не замаскированную под религию политическую проповедь. И в этом смысле, если священнослужитель занимается политической агитацией, или какой-то антиукраинской деятельностью, в Украине существуют все необходимые службы, которые должны этим заниматься. В церкви нет своей милиции, службы безопасности, каких-то подслушивающих устройств. Если прихожанин услышал что-то вопиющее, он может об этом сказать епископу. Но точно также он может обратиться и сказать об этом государству»..
Цими заявами Коваленко викликав низку як позитивних, так й негативних реплік на свою адресу.

## Адміністративна і суспільна діяльність
2 березня 2006 року Юрій Іванович Коваленко зареєстрував та очолив місіонерське товариство (місію) «Духовне просвітництво». Статут товариства було зареєстровано в адміністрації Печерського району міста Києва.
На початку 2007 року за благословенням митрополита Володимира Коваленко зареєстрував та очолив громаду парафії Кафедрального собору на честь Воскресіння Христового в Печерському районі міста Києва Української Православної Церкви. Про реєстрацію статуту релігійної громади було видано розпорядження Київської міської державної адміністрації № 30 від 23 січня 2007 року за підписом голови Київської міської державної адміністрації Л. Черновецького.
Священник турбувався також про спонсорську допомогу для його громади. Зокрема, 5 квітня 2011 р. Коваленко просив голову фонду «Дорога майбутнього» Л. Полежай надати благодійну допомогу у розмірі 2 500 грн. для проведення в Галереї «Соборна», яка збудована парафією Кафедрального собору Воскресіння Христового, різноманітної просвітницької роботи .
22 грудня 2011 року разом з владикою Олександром (Драбинком) та Віктором Іващуком був серед засновників ТзОВ «Собор», яке очолила Павлова Вікторія Вікторівна.
8 жовтня 2013 року о. Коваленко очолив і зареєстрував громадську організацію «Родинний центр „ДАР“» (Дитяча академія розвитку). Разом з ним засновниками школи стали Дмитро Редько та Тетяна Пилипчук.
15 серпня 2014 року Юрій Іванович Коваленко зареєстрував та очолив громаду парафії мучениць Віри, Надії, Любові та матері їх Софії Української Православної Церкви у Печерському районі м. Києва.
21 листопада 2014 року, у річницю початку подій на Майдані, було започатковано однойменну Ініціативу «21 листопада». До складу громадського об'єднання увійшли майже чотири десятки найвизначніших представників української науки, мистецтва, підприємців, релігійних та громадських діячів, представників різних національностей і конфесій, які фактично репрезентують народ України у всьому його різноманітті.
9 червня 2015 р. Коваленком була очолена та зареєстрована громадська організація «21 листопада», оформлена в рамках даного об'єднання. Засновниками стали, одночасно з Коваленком, також генеральний директор «1+1 медіа» Ткаченко Олександр Владиславович, Пекар Валерій Олександрович та Троїцький Владислав Юрійович.
8 червня 2016 року очолив і зареєстрував громадську організацію «Відкритий православний університет Святої Софії-Премудрості» (вул. Володимирська, 24). Засновниками також стали генеральний директор «1+1 медіа» Олександр Ткаченко, голова Наглядової ради ТзОВ ТВК «Перша приватна броварня» Андрій Мацола, а також президент баскетбольного клубу «Будівельник» Богдан Гулямов.
7 січня 2019 року співслужив Предстоятелю Православної церкви України Митрополиту Єпіфанію під час його першого богослужіння у Соборі Святої Софії Київської. Після цього Коваленко служить священником у храмі святого князя Ярослава Мудрого (Тепла Софія).

## Продюсерська і телевізійна активність
У 2003 році у співпраці з телеканалом «ЕРА» створив першу в Україні офіційну телевізійну програму УПЦ «Православний світ» (з 2006 року — «Світ Православія» на телеканалі Глас, з 2013 — «Православний вісник» на Першому національному). Створив і очолив у 2004-2005 роках Головну редакцію телевізійних програм УПЦ.
У 2004—2005 брав безпосередню участь у створенні духовно-просвітницького телеканалу «Глас» (Київ). Став першим настоятелем храму на честь Собору архангела Гавриїла на телеканалі «Глас», відкритого не пізніше 2008 року за підтримки єпископа Олександра (Драбинка) та Київської митрополії УПЦ МП.
Не пізніше 2005 року став засновником та головним редактором сайту Головної редакції телевізійних програм УПЦ "Перший Православний" .